# CW/P Cortex
CW/P Cortex (Cortex) је професионални рачунар, производ фирме CW/P који је почео да се израђује у Уједињеном Краљевству током 1983. године.
Користио је Z80A као централни микропроцесор а RAM меморија рачунара Cortex је имала капацитет од 64 KB. 
Као оперативни систем кориштена је посебна верзија CP/M-80.

## Детаљни подаци
Детаљнији подаци о рачунару Cortex су дати у табели испод.
|                       |                                                                                      |
| [ 1 ]                 |                                                                                      |
| Произвођач            |                                                                                      |
| Тип                   | професионални рачунар                                                                |
| Меморија              | 64 KB                                                                                |
| Поријекло             | Уједињено Краљевство                                                                 |
| Година                | 1983                                                                                 |
| Тастатура             | пуни помак тастера 83 тастера, PC стил, 10 функцијских тастера и нумеричка тастатура |
| Процесор              |                                                                                      |
| Фреквенција процесора | 4                                                                                    |
| RAM                   | 64 KB                                                                                |
| ROM                   | непознато                                                                            |
| Текст                 | 80 знакова x 25 линија                                                               |
| Графика               | 640 x 300 пиксела                                                                    |
| Боја                  | једна боја                                                                           |
| Звук                  | мали звучник                                                                         |
| Димензије             | 34 (ширина) x 31 (дубина) x 30 (висина)                                              |
| Портови               |                                                                                      |
| Оперативни систем     | верзија                                                                              |